# 賞の一覧
賞の一覧（しょうのいちらん）は、さまざまな賞の一覧である。
賞は何らかの組織が主に個人に対してその業績を讃えるため、または組織の目的に関連した活動の活性化などを目的として行う。賞の価値は、それを授与する組織によって決まる。副賞として金銭の授与を伴うものもある。

## 世界的な賞

### 学術
- ノーベル賞
  - ノーベル物理学賞
  - ノーベル化学賞
  - ノーベル生理学・医学賞
  - ノーベル文学賞
  - ノーベル平和賞
  - ノーベル経済学賞
- ウルフ賞
  - ウルフ賞農業部門
  - ウルフ賞化学部門
  - ウルフ賞数学部門
  - ウルフ賞医学部門
  - ウルフ賞物理学部門
  - ウルフ賞芸術部門
- ブレイクスルー賞
  - 基礎物理学ブレイクスルー賞
  - 生命科学ブレイクスルー賞
  - 数学ブレイクスルー賞
- ベンジャミン・フランクリン・メダル - 化学、計算機科学・認知科学、地球科学・環境科学、電気工学、生命科学、機械工学、物理学
- フィールズ賞 - 数学
- アーベル賞 - 数学
- ネヴァンリンナ賞 - 情報科学
- チューリング賞 - 情報工学・計算機科学
- ゲーデル賞 - 理論計算機科学
- チャールズ・スターク・ドレイパー賞 - 工学
- アルバート・ラスカー医学研究賞 - 医学
- ガードナー国際賞 - 医学
- 慶應医学賞 - 医学
- ルイザ・グロス・ホロウィッツ賞 - 生物学、生化学
- マックス・プランク・メダル - 理論物理学
- ジョン・ベイツ・クラーク賞 - 経済学
- バルザン賞 - 自然科学、人文科学
- クラフォード賞 - 天文学と数学、生物科学、地球科学、または関節炎
- ディラック賞 - 理論物理学・数学
- エジソンメダル - 電気・電子技術
- IEEE栄誉賞 - 電気・電子技術
- ゴードン・ベル賞 - 電気・電子技術
- コプリ・メダル - 物理学・生物学
- レーウェンフック・メダル - 微生物学
- ウォラストン・メダル - 地質学
- カラム地理学メダル - 地理学
- ウィリアム・ボウイ・メダル - 地球物理学
- ランフォード・メダル - 熱と光の分野
- アニー・J・キャノン賞 - 天文学
- エディントン・メダル - 天文学
- ブルース・メダル - 天文学
- J・J・サクライ賞 - 理論物理学
- 日本国際賞
- 京都賞
  - 先端技術部門
  - 基礎科学部門
  - 思想・芸術部門
- 国際ブッカー賞 - 文学
- ノイシュタット国際文学賞 - 文学

### 文化・芸能
- プリツカー賞 - 建築
- アカデミー賞 - 映画
- グラミー賞 - 音楽
- トニー賞 - 演劇・ミュージカル
- エミー賞 - テレビ番組
- ピューリッツアー賞 - 報道・文学・音楽
- 高松宮殿下記念世界文化賞 - 絵画・彫刻・建築・音楽・演劇・映像

### 平和
- インディラ・ガンディー賞
- オットー・ハーン平和メダル
- 学生平和賞
- 孔子平和賞
- 国連平和賞
- シドニー平和賞
- ソウル平和賞
- ライト・ライブリフッド賞
- レーニン平和賞

### ゲーム
- ドイツ年間ゲーム大賞 - ボードゲーム
- ドイツゲーム大賞 - ボードゲーム
- 英国アカデミー賞ゲーム部門
- Game Developers Choice Awards
- Golden Joystick Awards
- The Game Awards
- Steamアワード
- CEDEC AWARDS
- D.I.C.E. Awards
- ゲーム・オブ・ザ・イヤー - PC・コンシューマーゲーム

### その他
- イグノーベル賞 - 多部門
- ユネスコ世宗識字賞 - 識字率の向上
- パブリックアイ賞 - 企業の不正義や欺瞞を揶揄
- ヘルダー賞 - 文化への貢献。中央ヨーロッパ・南東ヨーロッパの学者や芸術家を対象とする。基本的な位置付けとしては『国際文化賞』の扱いとなっている
- 世界食糧賞 - 食糧の質、量、供給力改善への貢献
- ダーウィン賞 - 愚かな行為をすることにより生殖能力を失った人に送られる。

## 日本

### 政府
- 内閣総理大臣賞
- 文部科学大臣賞
- 総務大臣賞
- 厚生労働大臣賞
- 防衛大臣賞
- 法務大臣賞
- 外務大臣賞
- 財務大臣賞
- 農林水産大臣賞
- 経済産業大臣賞
- 国土交通大臣賞
- 環境大臣賞
- 都道府県知事賞

### 学術
- 恩賜賞 (日本学士院)
- 日本国際賞
- 日本学士院賞
- 日本学士院エジンバラ公賞
- 日本学術振興会賞
- 日本医療研究開発大賞
- 仁科記念賞
- 小柴賞
- 湯川・朝永奨励賞
- 西宮湯川記念賞
- サントリー学芸賞
- 石橋湛山賞
- 猿橋賞
- ロレアル-ユネスコ女性科学者 日本奨励賞
- 井上学術賞
- 日本IBM科学賞
- 大川賞
- C&C賞
- マイクロソフトリサーチ日本情報学研究賞
- 船井学術賞
- 武田賞
- 読売・吉野作造賞
- アジア・太平洋賞
- 大佛次郎論壇賞
- 冲永賞
- 亀井勝一郎賞
- 河竹賞
- 京都賞
- 桑原武夫学芸賞
- 小林秀雄賞
- 島津賞
- 新潮学芸賞
- 中村元賞
- 山川菊栄賞
- 山本七平賞
- 和辻哲郎文化賞

### 文芸・芸術・文化
- 恩賜賞 (日本芸術院)
- 日本芸術院賞
- 朝日賞
- 毎日芸術賞
- 日本アカデミー賞

作家名が冠されたもの
- 芥川龍之介賞
- 鮎川哲也賞
- 泉鏡花文学賞
- 伊藤整文学賞
- H氏賞
- 江戸川乱歩賞
- 大宅壮一ノンフィクション賞
- 大藪春彦賞
- 織田作之助賞
- 川端康成文学賞
- 菊池寛賞
- 小松左京賞
- 佐藤愛子奨励賞
- 柴田錬三郎賞
- 直木三十五賞
- 中山義秀文学賞
- 松本清張賞
- 三島由紀夫賞
- 山田風太郎賞
- 山本周五郎賞
- 横溝正史ミステリ大賞
- 吉川英治文学賞、吉川英治文学新人賞
- 岸田國士戯曲賞

純文学誌の賞
- 群像新人文学賞
- 新潮新人賞
- すばる文学賞
- 文學界新人賞
- 文藝賞
- 朝日新人文学賞
- 海燕新人文学賞

その他
- 本屋大賞
- オール讀物新人賞
- 小説すばる新人賞
- 日本ファンタジーノベル大賞
- 日本ホラー小説大賞
- メフィスト賞
- ファウスト賞
- 講談社BOX新人賞
- 講談社Birth
- 電撃ゲーム小説大賞
- スニーカー大賞
- 角川小説賞
- 京都アニメーション大賞 - 自社のKAエスマ文庫向け
- ひろすけ童話賞
- 野間文芸賞、 野間文芸新人賞、 野間児童文芸賞
- 野間文芸翻訳賞
- 野間アフリカ出版賞
- 講談社ノンフィクション賞、 講談社エッセイ賞、 講談社科学出版賞
- 蒼き賞

### SF関連の賞
- 暗黒星雲賞
- 小松左京賞
- 星雲賞
- 創元SF短編賞
- 日本SF新人賞
- 日本SF大賞
- ハヤカワ・SFコンテスト

### 推理小説関連の賞
- 鮎川哲也賞
- 江戸川乱歩賞
- オール讀物推理小説新人賞
- 幻影城新人賞
- 『このミステリーがすごい!』大賞
- サントリーミステリー大賞
- 新潮ミステリー倶楽部賞
- 創元推理短編賞
- 日本推理作家協会賞
- 日本ミステリー文学大賞
- 日本ミステリー文学大賞新人賞
- ばらのまち福山ミステリー文学新人賞
- 本格ミステリ大賞
- 翻訳ミステリー大賞
- ミステリーズ!新人賞
- メフィスト賞
- 横溝正史ミステリ大賞

### マンガ
- 新人登竜門
  - 赤塚賞
  - アフタヌーン四季賞
  - ちばてつや賞
  - 手塚賞
  - なかよし新人まんが賞
  - 白泉社アテナ新人大賞
- 出版社の賞
  - 講談社漫画賞
  - 小学館漫画賞
  - 文藝春秋漫画賞（2002年をもって廃止）
- 公的機関の賞
  - 文化庁メディア芸術祭マンガ部門賞
- その他の賞
  - 手塚治虫文化賞
  - 日本漫画家協会賞
  - 国際漫画賞
  - マンガ大賞
  - ガイマン賞

### アニメーション
- 日本アカデミー賞アニメーション作品賞
- アニメーション神戸
- 東京アニメアワード
- アニメグランプリ
- 声優アワード
- 大藤信郎賞

### 写真
- 伊奈信男賞
- 木村伊兵衛写真賞
- 講談社出版文化賞
- さがみはら写真賞
- 写真新世紀
- 全国高等学校写真選手権大会
- 太陽賞
- 土門拳賞
- 日経ナショナルジオグラフィック写真賞
- 林忠彦賞
- 東川賞
- フォト・プレミオ
- 富士フォトサロン新人賞
- 三木淳賞
- 民家の甲子園
- Juna 21
- 1 WALL

### 演芸
- 上方お笑い大賞
- 上方漫才大賞
- ABCお笑い新人グランプリ
- NHK上方漫才コンテスト
- NHK新人演芸大賞
- M-1グランプリ
- キングオブコント
- R-1グランプリ
- 女芸人No.1決定戦 THE W
- お笑いホープ大賞
- 雑誌芸能記者会賞（ゴールデン・アロー賞）

### 広告・文化
- 講談社出版文化賞
- 吉川英治文化賞
- フジサンケイグループ広告大賞

### ファッション
- 装苑賞
- 毎日ファッション大賞
- ベストドレッサー賞
- 日本ジュエリーベストドレッサー賞
- 日本メガネベストドレッサー賞
- ベストファーザー賞
- ベストジーニスト賞
- ベスト・ジャージスト
- ネイルオブザイヤー

### ゲーム
- 日本ゲーム大賞
- CEDEC AWARDS
- ゲーメスト大賞
- ファミ通・電撃ゲームアワード
- 日本ボードゲーム大賞

### スポーツ
- 三井ゴールデングラブ賞
- 沢村栄治賞
- カムバック賞 (日本プロ野球)
- スピードアップ賞
- スカパー!　ドラマティック・サヨナラ賞
- 日本生命保険月間MVP賞
- 最優秀バッテリー賞
- 正力松太郎賞

### その他
- 文化庁メディア芸術祭部門賞
- 文化庁芸術祭（参加公演・作品）各部門賞
- 日本アカデミー賞
- グッドデザイン賞
- 新語・流行語大賞
- 池上賞
- 小さな親切実行章
- ギャラクシー賞
- エイボン女性年度賞（エイボン・プロダクツ）
- 企業フィランソロピー大賞
- 日経ものづくり大賞、優秀製品・サービス賞[1]

## アメリカ
- ゴールデングローブ賞
- 全米批評家協会賞

### SF関連の賞
- ヒューゴー賞
- ネビュラ賞

### 推理小説関連の賞
- エドガー賞（アメリカ探偵作家クラブ（MWA）賞）
- シェイマス賞（アメリカ私立探偵作家クラブ（PWA）賞）

## イギリス

### 推理小説関連の賞
- 英国推理作家協会（CWA）賞
  - ゴールド・ダガー賞

## その他の国

### 推理小説関連の賞
- マカヴィティ賞（国際ミステリ愛好家クラブ）
- アンソニー賞（バウチャー・コン主催）
- ネロ・ウルフ賞
- アガサ賞
- アーサー・エリス賞（カナダ推理作家協会主催）
- ネッド・ケリー賞（オーストラリア推理作家協会主催）
- 島田荘司推理小説賞
- 台湾推理作家協会賞

### ライトノベル関連の賞
- 台湾角川ライトノベル&イラスト大賞
- 浮文字新人賞